# Kosmonova
Kosmonova ist ein Danceprojekt, das auf Trance und Dance spezialisiert ist.

## Geschichte
Das Projekt Kosmonova wurde 1996 gegründet, seit 1997 wirkte DJ Michael Nehrig aus Nettetal als Künstler bei dem Projekt mit. Vor diesem machte er sich unter anderem einen Namen als DJ Planet und war einer der ersten Resident-DJs in der damaligen Erfurter Großraumdisco EX aka Eurocenter. Die ersten Veröffentlichungen erschienen auf dem Musiklabel Dos Or Die. Die Debütsingle Raumpatrouille (1996) war gleich ein Charterfolg. Auch nachfolgende Singles wie Ayla, Take Me Away, Celebrate, Singin in My Mind, Acid Folk 2000, Danse avec moi und The Daydream konnten sich in Charts platzieren. Das Album Supernova wurde 1998 über  Dos Or Die veröffentlicht. Im Jahr 2004 erschien die Single My Boy Lollipop.
Nach einer längeren Veröffentlichungspause erschien 2020 die Single Going Down auf dem Label push2play music.

## Diskografie

### Alben
- 1998: Supernova
- 2022: Next Chapter

### Singles
- 1996: Raumpatrouille
- 1997: Ayla
- 1997: Take Me Away
- 1998: Celebrate (vs. Fiocco)
- 1998: Singin’ in My Mind (feat. Tania Evans)
- 1999: Acid Folk 2000 (pres. Mike Brings)
- 2000: Danse avec moi!
- 2000: Discover the World
- 2001: The Daydream (vs. C-Star)
- 2002: Sometimes
- 2004: My Boy Lollipop
- 2020: Going Down
- 2021: Missing You
- 2021: Billy No5
- 2021: Liberty City
- 2021: Ohho Ohh (Kosmonova & 6 Hands)
- 2021: Lucky Child
- 2022: Help Me (Beam x Kosmonova)
- 2022: It's Still a Dream - (Kosmonova, TeCay, Oliver Barabas feat. Shaun Baker)
- 2022: One Kiss
- 2022: Wait for Me (Kosmonova & 6 Hands)
- 2022: Angels (Kosmonova & Ben van Gosh)
- 2022: Infinity (Kosmonova, TeCay, Shaun Baker)
- 2023: Shine for You (Kosmonova & TeCay)
- 2023: I Can't Help Myself (Kosmonova & TeCay)
- 2023: Back to Me (Kosmonova & 6 Hands)
- 2023: End of Time (Kosmonova & 6 Hands)
- 2023: Take Off (Kosmonova & TeCay)
- 2023: In You
- 2023: Miss You
- 2023: Can You Feelt It (Kosmonova & TeCay)
- 2023: Be Saved (Kosmonova & TeCay)
- 2024: Still Want More (Paffendorf x Kosmonova)
- 2024: Get High (Royal Gigolos, Kosmonova, TeCay)
- 2024: Rave Empire
- 2024: Hard for You (Kosmonova & TeCay)
- 2024: Distorm
- 2024: Waiting for You (Royal Gigolos, Kosmonova, TeCay)
- 2024: Are You Looking Now
- 2024: Falling in Love (Kosmonova & TeCay)
- 2024: Rave!
- 2024: Do You Feel It (Royal Gigolos, Kosmonova, TeCay)
- 2024: Rave Revival
- 2024: Be Alone (Kosmonova & TeCay)
- 2024: Dance with Me
- 2024: I Won't Give Up (Paffendorf x Kosmonova)
- 2024: Way to You (Royal Gigolos, Kosmonova, TeCay)
- 2024: Ashram
- 2024: Stay with Me (Kosmonova & TeCay)
- 2024: Feel the Teckno